# Sarmatia albolineata
Sarmatia albolineata är en fjärilsart som beskrevs av George Thomas Bethune-Baker 1911. Sarmatia albolineata ingår i släktet Sarmatia och familjen nattflyn. Inga underarter finns listade.